# Romanoa tamnoides
Romanoa es un género monotípico de plantas con flores perteneciente a la familia  Euphorbiaceae. Su única especie: Romanoa tamnoides es originaria de Brasil y Uruguay.

## Taxonomía
Romanoa tamnoides fue descrita por (A.Juss.) Radcl.-Sm. y publicado en Kew Bulletin 34: 589. 1980.
Sinonimia
- Anabaena tamnoides A.Juss.
- Anabaenella tamnoides (A.Juss.) Pax & K.Hoffm.
- Anabaenella tamnoides var. genuina Pax & K.Hoffm.
- Croton scandens Vell.
- Plukenetia occidentalis Leandro ex Baill.
- Plukenetia tamnoides (A.Juss.) Müll.Arg.
- Romanoa tamnoides var. tamnoides
- Sajorium tamnoides (A.Juss.) Baill.[2][3]